# MBSドラマの海
『MBSドラマの海』（エムビーエスドラマのうみ）は、毎日放送（MBSテレビ）が深夜の時間帯に編成しているテレビドラマ再放送枠でかつて使われていた呼称。

## 概要
月曜深夜に編成されていた再放送枠で、2000年代に放送されたTBS製作の連続ドラマを毎回放送していた。
この枠は、元々は毎日放送が月曜深夜に編成していた2時間ドラマの再放送枠で、2008年9月22日までは『月曜電影座』という枠名を与えられていた。この枠名がいつから使われていたのかは不明だが、現在インターネット上で確認可能な限りでは遅くとも2000年10月から使われていたようである。同タイトルを冠していた当時は過去の2時間ドラマや映画などを放送していたが、2008年9月29日をもって1時間枠へと縮小し、同日よりこの『MBSドラマの海』の名を冠するようになった。それに伴い放送作品の種類も変わり、以来1時間枠の連続ドラマのみを放送するようになった。
2010年2月15日に『サラリーマン金太郎4』の最終回を放送した後は固有枠名が消失し、それまで枠の導入部と終了時のクレジットで表示していた枠名を表示しなくなった。放送枠自体はその後も火曜深夜へ移動した上で続けられていたが、2011年3月15日からは韓国ドラマ『僕の彼女は九尾狐』の放送枠として使われることになった。

## 編成時間
時刻はいずれもJST。

### 月曜電影座
- 毎週月曜 26:10 - 28:10 （不明 - 2007年9月）
- 毎週月曜 25:40 - 27:40 （2007年10月 - 2008年9月） - 25:40枠の『オビラジⓇ』が途中打ち切りになったのに伴い、以後は30分繰り上げて放送。

### MBSドラマの海
- 毎週月曜 25:40 - 26:40 （2008年9月 - 2009年3月） - 放送枠が60分に縮小。26:40以降はテレビアニメの再放送枠として使用。
- 毎週月曜 25:35 - 26:35 （2009年4月 - 2009年9月） - 25:35枠の『おでかけ!』が終了したのに伴い、以後は5分繰り上げて放送。
- 毎週月曜 25:50 - 26:50 （2009年9月 - 2010年1月） - 25:35枠で『GAMBA TV〜青と黒〜』がスタートしたのに伴い、以後は15分繰り下げて放送。
- 毎週月曜 26:20 - 27:20 （2010年1月 - 2010年2月） - 25:50枠で『週刊EXILE』がスタートしたのに伴い、以後は30分繰り下げて放送。

## 放送作品一覧

### MBSドラマの海
- 昔の男（2008年9月29日 - 2008年12月23日）
- ドラゴン桜(第一シリーズ)（2009年1月12日 - 2009年3月23日）
- 弁護士のくず（2009年4月6日 - 2009年6月22日）
- 幸せになりたい! （2009年6月29日 - 2009年9月7日）
- ガチバカ! （2009年9月14日 - 2009年11月16日）
- サラリーマン金太郎4 （2009年12月7日 - 2010年2月15日）